# نشان کوتوزوف
نشان کوتوزوف (به روسی: Орден Кутузова) یک دکوراسیون نظامی در فدراسیون روسیه که نام خود را از فیلد مارشال مشهور میخائیل کوتوزوف گرفته‌است. این نشان در دوران جنگ جهانی دوم برای افسران ارشد ارتش سرخ به وجود آمد. نشان کوتوزوف دارای سه رده (کلاس) است که پس از فروپاشی اتحاد جماهیر شوروی توسط روسیه از آن حفاظت شد.